# Давор Миличевић
Давор Миличевић (Сарајево, 1960 је писац.

## Биографија
Рођен је 1960. године у Сарајеву.
Дипломирао је на одсјеку за Општу књижевност, сценске умјетности и библиотекарство Филозофског факултета у Сарајеву. Постдипломске студије завршио је на Филолошком факултету у Београду. Докторирао је на Филозофском факултету у Бањој Луци. Књижевнокритичке радове објављује у бројним часописима од 1985. године. Од 1986. до избијања рата у Босни и Херцеговини ради у Институту за књижевност у Сарајеву. Током рата обавља уредничке дужности у Српској новинској агенцији у Републичкој установи за културу „Срна фест”.
Након рата се настанио у Канади. Од 1997. до 2015. године радио је као секретар у српској православној Епархији канадској и као уредник епархијске издавачке куће Источник.